# Nerpa kaspijska
Nerpa kaspijska, foka kaspijska (Pusa caspica) – gatunek drapieżnego ssaka z rodziny fokowatych (Phocidae).

## Taksonomia
Gatunek po raz pierwszy zgodnie z zasadami nazewnictwa binominalnego opisał w 1788 roku niemiecki przyrodnik Johann Friedrich Gmelin nadając mu nazwę Phoca vitulina δ. caspica. Holotyp pochodził z Morza Kaspijskiego.
Autorzy Illustrated Checklist of the Mammals of the World uznają ten gatunek za monotypowy.

### Etymologia
- Pusa: według Houttuyna[8] i Müllera[9] jest to po prostu grenlandzkie słowo oznaczające fokę. Scopoli najwyraźniej zaczerpnął tę nazwę od Andersona, która to według Fabriciusa została niepoprawnie przeliterowana jako Pusa. Fabricus podaje nazwę Puirse jako jedno z grenlandzkich nazw nerpy[10].
- caspica: łac. Caspius „kaspijski, z Morza Kaspijskiego”[11].

## Zasięg występowania
Nerpa kaspijska występuje endemicznie w Morzu Kaspijskim.

## Morfologia
Długość ciała samic do 140 cm, samców do 150 cm; masa ciała 75–86 kg. Noworodki osiągają długość 65–80 cm i ciężar około 5 kg. Posiadają ubarwienie grzbietu w ciemne plamy na szarym tle.

## Ekologia

### Rozród
Rozród odbywa się w styczniu w północnej i zamarzniętej części morza.

### Dieta
Foki kaspijskie odżywiają się głównie rybami (m.in.: karpiowatymi i babkowatymi), skorupiakami i mięczakami. Foki mogą wpływać do estuariów rzek, by tam polować na karpie, sandacze i ryby z rodzaju Rutilus.

## Zagrożenia
W Czerwonej księdze gatunków zagrożonych Międzynarodowej Unii Ochrony Przyrody i Jej Zasobów został zaliczony do kategorii EN (ang. endangered „zagrożony”).
Na foki te - głównie na osobniki młodociane - polują m.in. bieliki. Polują na nie także ludzie dla utrzymania i handlu. Wraz z rozwojem przemysłu w rejonie Morza Kaspijskiego, zanieczyszczenia i pestycydy, które przedostają się do tego zbiornika wyrządzają widoczne szkody w środowisku naturalnym tych fok oraz osłabiają ich układ obronny, co przyczynia się do rozwoju wielu chorób.
W lutym 1978, w ciągu trzech tygodni wilki szare zabiły wiele fok w pobliżu Astrachania. Według szacunków wilki zabiły, choć nie zjadły od 17 do 40% fok zasiedlających ten region.   
Od końca lat 90. XX w. zanotowano kilka przypadków masowego pomoru fok kaspijskich, czego przyczyną był wirus nosówki.
Według raportu Caspian Environment Programme  (pol.: Program Środowiska Naturalnego Morza Kasijskiego) jeszcze sto lat temu populacja foki kaspijskiej szacowana była na 1,5 mln osobników; przed latami 80. XX w. liczbę tę oceniano już tylko na niecałe 400 tys. osobników